# Fabian von Schlabrendorff
Fabian Ludwig Georg Adolf Kurt von Schlabrendorff (* 1. Juli 1907 in Halle (Saale); † 3. September 1980 in Wiesbaden) war ein deutscher Jurist sowie Reserveoffizier und Widerstandskämpfer des 20. Juli 1944. Von 1967 bis 1975 war er Richter des Bundesverfassungsgerichts.

## Leben

### Vorkriegszeit
Fabian von Schlabrendorff besuchte das Gymnasium Leopoldinum in Detmold und war nach seinem Studium in Halle und Berlin und der Promotion in Rechtswissenschaften als Assistent für Herbert von Bismarck (Gut Lasbek/Pommern), dem Staatssekretär im preußischen Innenministerium, tätig. Beide teilten die Abneigung gegen die Nationalsozialisten. Von Schlabrendorff heiratete Luitgarde von Bismarck (1914–1999), eine Enkelin der Widerstandskämpferin Ruth von Kleist-Retzow.
Nach eigener Darstellung flog Schlabrendorff, der exzellent Englisch sprach, im Auftrag Berliner Widerstandskreise Mitte August 1939 nach London, um hohe Beamte im Foreign Office über die Geheimverhandlungen zwischen dem deutschen Außenminister Joachim von Ribbentrop und dem sowjetischen Volkskommissar für Auswärtige Angelegenheiten Wjatscheslaw Molotow sowie deutsche Pläne für einen Angriff auf Polen zu informieren. Doch sei er nicht ernst genommen worden. Er habe Winston Churchill getroffen und ihm dargelegt, dass es im Deutschen Reich durchaus Widerstand gegen die Pläne Hitlers gebe.

### Im Zweiten Weltkrieg
Schon früh gehörte von Schlabrendorff zu den konservativen Gegnern des Nationalsozialismus. Als Leutnant der Reserve wurde er 1942 zum Adjutanten von Oberst Henning von Tresckow, seinem Vetter, einem der führenden Köpfe des militärischen Widerstands gegen Hitler, und beteiligte sich an den verschiedenen Staatsstreichplänen und -versuchen der Verschwörer. Von Schlabrendorff fungierte dabei vor allem als geheimer Verbindungsmann zwischen Tresckow, der im Hauptquartier der Heeresgruppe Mitte an der Ostfront als Generalstabsoffizier tätig war, und der Verschwörergruppe in Berlin um Ludwig Beck, Carl Friedrich Goerdeler, Hans Oster und Friedrich Olbricht.
Am 13. März 1943 schmuggelte von Schlabrendorff in einer Kiste mit zwei Flaschen Cointreau als Geschenk für Hellmuth Stieff eine Sprengstoffbombe in Hitlers Flugzeug, die Focke-Wulf Fw 200. In Begleitung von Oberstleutnant Heinz Brandt war Hitler an diesem Tage zur Besichtigung an der Front. Im Anschluss flogen beide zurück in das Hauptquartier des Führers bei Rastenburg, die Wolfsschanze.
Den Sprengstoff und die erforderlichen lautlosen Bleistiftzünder englischer Herkunft hatte einer der Mitverschwörer, Oberstleutnant Rudolf-Christoph von Gersdorff, besorgt. Von Schlabrendorff aktivierte selbst den Zünder und übergab das Päckchen an Oberstleutnant Heinz Brandt mit der Bitte, es an Hellmuth Stieff weiterzugeben. Der Sprengsatz explodierte jedoch nicht; wie man später feststellte, aufgrund der großen Kälte im Frachtraum des Flugzeugs. Am nächsten Morgen flog von Schlabrendorff unter höchstem Risiko mit einem Kurierflugzeug nach Ostpreußen, suchte Brandt auf und tauschte das Paket wieder aus.
Schlabrendorff war Zeuge der Exhumierungen der Opfer des Massakers von Katyn im Frühjahr 1943 und hatte keine Zweifel an der sowjetischen Täterschaft.
Nach dem Attentat vom 20. Juli 1944 wurde von Schlabrendorff verhaftet und in das Gestapo-Gefängnis nach Berlin verlegt. Trotz wiederholter schwerer Folter gelang es der Gestapo nicht, von Schlabrendorff zu Geständnissen über Mitverschwörer und Einzelheiten der Planungen des Widerstands zu bewegen. Im Februar 1945 war der Prozess gegen von Schlabrendorff vor dem Volksgerichtshof in Berlin angesetzt. Am 3. Februar 1945 zerstörte jedoch ein direkter Bombentreffer große Teile des Gerichtsgebäudes, wobei der Präsident des Volksgerichtshofs Roland Freisler ums Leben kam. Er hielt bei seinem Tod nach von Schlabrendorffs Darstellung dessen Akte in der Hand.
Die Verhandlung musste ausgesetzt werden, und als der Fall Mitte März erneut aufgerufen wurde, erreichte von Schlabrendorff unter Hinweis auf die erlittenen Folterungen vor dem Volksgerichtshof unter dem Vorsitz von Wilhelm Crohne einen Freispruch. Im folgenden Monat wurde von Schlabrendorff nacheinander in verschiedene Konzentrationslager verlegt: Sachsenhausen, Flossenbürg, Dachau. Am 24. April 1945 wurde er gemeinsam mit etwa 140 prominenten Insassen aus achtzehn Nationen nach Niederdorf (Südtirol) transportiert. Die SS-Wachmannschaft hatte den Befehl, die Häftlinge nicht lebend in Feindeshand fallen zu lassen. Wichard von Alvensleben, als Hauptmann der Wehrmacht, befreite diesen Transport; endgültig befreit wurden die Häftlinge am 4. Mai 1945 von amerikanischen Truppen (siehe Befreiung der SS-Geiseln in Südtirol).

### Nach Kriegsende

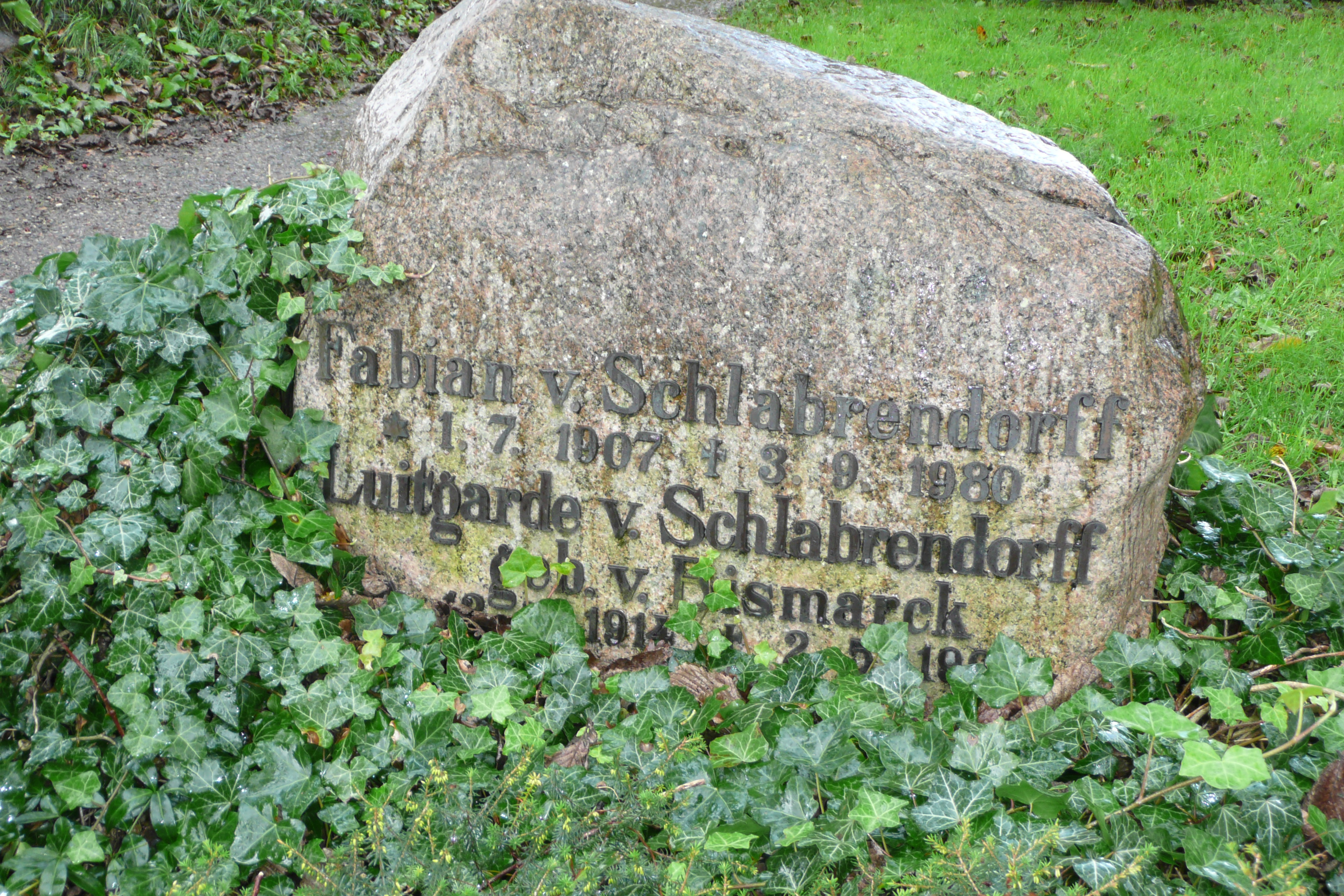
Grabstätte auf dem Friedhof von St. Martin zu Morsum (Sylt)

Während des Nürnberger Prozesses gegen die Hauptkriegsverbrecher gehörte er zum Beraterstab des Chefs des amerikanischen Geheimdienstes OSS, General William J. Donovan, der erster Berater des amerikanischen Hauptanklägers Robert H. Jackson war. Wie erst sechs Jahrzehnte später nach der Freigabe von OSS-Dokumenten bekannt wurde, schrieb Schlabrendorff für Donovan Analysen über den Widerstand gegen Hitler und über die Generalität der Wehrmacht. Seine Denkschrift, in der er sich dagegen verwehrte, das Massaker von Katyn den Deutschen zuzuschreiben, brachte Jackson zu der Überzeugung, dass dieser Punkt aus der Anklageschrift von Nürnberg gestrichen werden müsse.
Laut einer Dokumentation der CIA schlugen die USA Bundeskanzler Konrad Adenauer 1950 vor, Schlabrendorff zum ersten Leiter des Bundesamtes für Verfassungsschutz (BfV) zu berufen; Schlabrendorff habe dies aus gesundheitlichen Gründen abgelehnt.
Stattdessen arbeitete er zunächst wieder als Rechtsanwalt. Von Juli 1955 bis 1956 war er Mitglied des Personalgutachterausschusses für die neue Bundeswehr. Vom 1. September 1967 bis zum 7. November 1975 war er Richter des Bundesverfassungsgerichts (2. Senat). 1967 wurde Schlabrendorff das Große Verdienstkreuz des Verdienstordens der Bundesrepublik Deutschland verliehen.
Im Johanniterorden war er seit 1950 als Ehrenritter, dann 1957 Rechtsritter, Ordenshauptmann von 1958 bis 1964, Mitgliedschaft in der Brandenburgischen Provinzial-Genossenschaft.
Fabian von Schlabrendorff veröffentlichte unter dem Titel Offiziere gegen Hitler das erste Buch der Nachkriegszeit über den militärischen Widerstand gegen das NS-Regime. Die erste Auflage erschien 1946; es folgten mehrere Neuauflagen, die es zu einem der bekanntesten Werke der Nachkriegszeit zu diesem Thema machten.
In Frankfurt am Main, Detmold und Rangsdorf gibt es nach ihm benannte Straßen.

### Kritik
Nachdem Anfang der 1960er Jahre in der DDR erste Berichte über die Kriegsverbrechen erschienen sind, die Eugen Hering im polnischen Generalgouvernement begangen hatte, wurde in der Bundesrepublik ein Verfahren gegen Hering eröffnet. Fabian von Schlabrendorff agierte als Herings Verteidiger und erwirkte, dass es nicht zu einer Anklage kam. Gegen die (wenigen) Medienberichte, die das Verfahren aufgriffen, ging von Schlabrendorff offensiv vor. So soll er unter dem Briefkopf des Bundesverfassungsgerichts den Stern-Verleger Gerd Bucerius aufgefordert haben, auf die Berichterstattung zu verzichten.

## Zitate
„Diesen Erfolg Hitlers unter allen Umständen und mit allen Mitteln zu verhindern, auch auf Kosten einer schweren Niederlage des Dritten Reiches, war unsere dringlichste Aufgabe.“

## Publikationen
- Offiziere gegen Hitler. Europa Verlag, Zürich 1946 (TB Goldmann, München 1997, ISBN 3-442-12861-7).
- Begegnungen in fünf Jahrzehnten. Wunderlich Verlag, Tübingen 1979, ISBN 978-3-8052-0323-4